# Solartechnik

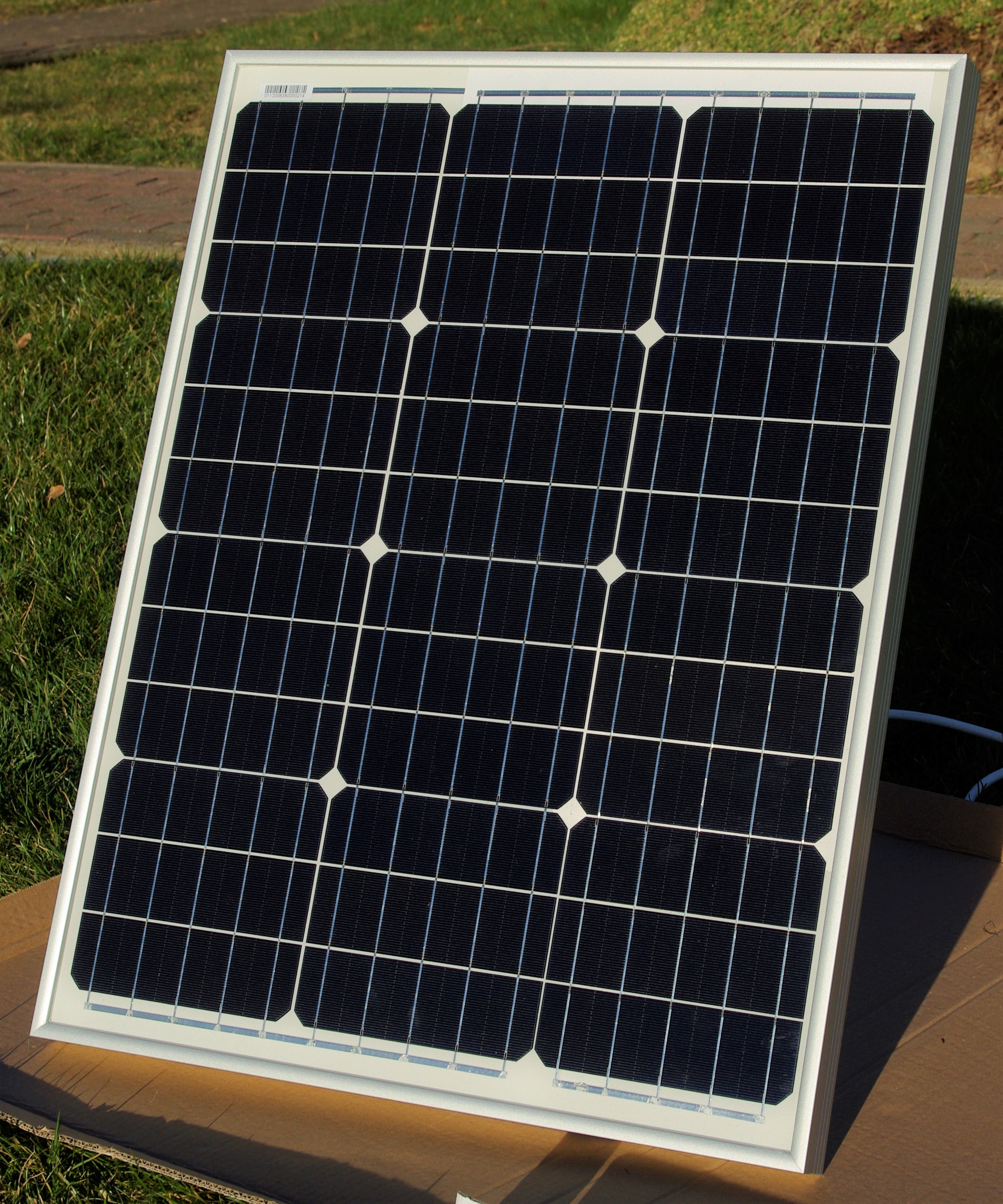
Solarmodul

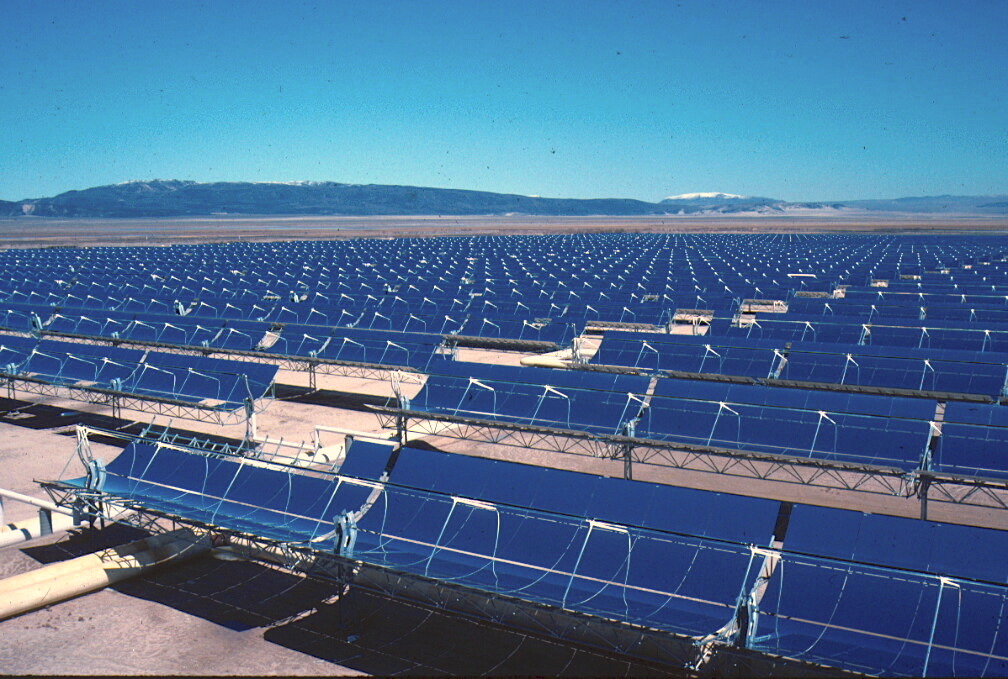
Solarthermisches Kraftwerk in der kalifornischen Wüste

Solartechnik, zuweilen noch präziser als „Solarenergietechnik“ bezeichnet, (englisch „solar energy technology“) ist die Nutzbarmachung der solaren Einstrahlung der Sonne mittels technischer Hilfsmittel und Einrichtungen. Verschiedene Energiegewinnungstechniken, welche die Sonne als Energielieferant nutzen, werden unter der oberbegrifflichen Klammer der Solartechnik bzw. Solarenergietechnik zusammengefasst.

## Grundlegendes
Die Sonnenstrahlung kann in Wärme (z. B. Prozesswärme) oder auch in elektrische Energie umgewandelt werden. Dabei kann die Primärenergiequelle „Sonne“ kostenlos genutzt werden. Es fallen nur Kosten für die Installation und den Unterhalt der Anlagen an. Mit dem stetigen technischen Fortschritt wird die Solartechnik heutzutage sowohl in ihren Eigenschaften, als auch kostenseitig immer effektiver, so dass sie in immer mehr Bereichen Einsatz findet und mit den zuvor genutzten Technologien konkurrieren kann. Dabei profitiert sie auch von steigenden Kosten bei nicht regenerativen Energieträgern.
Da das Energieangebot der Sonne tages- und jahreszeitlichen Schwankungen unterliegt, ist die Speicherung der Energie ein unverzichtbarer Bestandteil der Solartechnik.

## Dezentrale Solarenergienutzung
- Photovoltaik: Umwandlung der Strahlungsenergie der Sonne (Solarenergie) in elektrische Energie (Solarstrom) mit Solarzellen
- Solarthermie: Umwandlung der Strahlungsenergie der Sonne (Solarenergie) durch Erwärmung von Wasser oder anderen Wärmeträgern (Solarkollektoren). Da die Sonneneinstrahlung im Winter sehr viel geringer ist, kann ein hoher solarer Deckungsgrad bei der Warmwassererzeugung und insbesondere bei der solaren Heizungsunterstützung nur mithilfe von Saisonalspeichern erreicht werden.
- Solararchitektur: gezielte bautechnische Nutzung der Sonnenenergie zur Steigerung der Energieeffizienz von Gebäuden (Wintergärten, Passivhäuser, Carports)
- Gewächshaus, Frühbeet, Folientunnel: Verstärkung der Sonnenwärme in der Gärtnerei
- Solarkocher: Kochen mit Sonnenlicht
- Solar-Stirling: Umwandlung der solarthermischen Energie in mechanische Energie unter Benutzung des Stirlingmotors. Solar-Stirling-Anlagen, die einen Generator betreiben, um elektrischen Strom zu produzieren, erreichen einen bis zu 30 % besseren Wirkungsgrad als Photovoltaikanlagen.

## Großtechnische Solarenergienutzung
- Solarthermische Kraftwerke
- Solarthermische Großanlagen zur Fernwärmeeinspeisung, Prozesswärmeerzeugung und Kühlung
- Thermikkraftwerke (nur Prototyp)
- Freistehende oder auf Fabrikdächern aufgestellte Photovoltaikanlagen